# فرانشيسكو بيسانو
فرانشيسكو بيسانو (بالإيطالية: Francesco Pisano)‏ (مواليد 29 أبريل 1986 في كالياري - إيطاليا) لاعب كرة قدم إيطالي يلعب حاليا لصالح نادي الدرجة الأولى كالياري الإيطالي منذ 2004 في مركز الظهير الأيسر .

## روابط خارجية
- فرانشيسكو بيسانو على موقع الاتحاد الأوربي (الإنجليزية)
- فرانشيسكو بيسانو على موقع قاعدة بيانات كرة القدم.إي يو (الإنجليزية)
- فرانشيسكو بيسانو على موقع Soccerbase.com (لاعب) (الإنجليزية)
- فرانشيسكو بيسانو على موقع Soccerway.com (الإنجليزية)
- فرانشيسكو بيسانو على موقع عالم كرة القدم.نت (الإنجليزية)
- فرانشيسكو بيسانو على موقع كووورة
- فرانشيسكو بيسانو على موقع AS.com (الإسبانية)